# Filtracja (hydrogeologia)
Filtracja w hydrogeologii oznacza laminarny przepływ płynów (cieczy i gazów), najczęściej wody podziemnej w ośrodkach skalnych lub gruncie, w szczególności w warstwach wodonośnych. Powodem filtracji jest gradient hydrauliczny. Ruch odbywa się otwartymi porami. Filtracja może odbywać się w sposób nieustalony (filtracja nieustalona) lub ustalony. Prędkość filtracji warunkują opory ruchu, wynikające z budowy ośrodka oraz lepkości płynu; zdolność gruntów do filtracji płynu o danej lepkości charakteryzujemy współczynnikiem filtracji.